# 2007年のオールスターゲーム (日本プロ野球)
2007年のオールスターゲーム (日本プロ野球)（2007ねんのオールスターゲーム (にほんプロやきゅう)）は、2007年（平成19年）7月20日と7月21日に開催された日本プロ野球の対抗試合である。

## 開催概要
2007年のオールスターゲームは7月20日に東京ドームで、翌21日にはフルキャストスタジアム宮城で開催された（22日は予備日）。フルキャストスタジアムで球宴が開催されるのは前身の県営宮城球場時代の1992年以来15年ぶりのことであり、同球場がプロ野球球団の本拠地となってから初めてである。
全パ・全セ両軍の監督は前年度にそれぞれリーグ優勝を果たした北海道日本ハムファイターズのトレイ・ヒルマン監督がパシフィック・リーグ、中日ドラゴンズ監督の落合博満がセントラル・リーグを指揮した。
前年まで三洋電機による特別協賛のもと「サンヨーオールスターゲーム」として開催していたが、2006年12月1日、三洋電機が経営難を理由にスポンサー撤退を決定、新スポンサーは翌2007年4月4日にガリバーに決定。大会名も「ガリバー・オールスターゲーム」となった。しかし、ガリバーがスポンサーを務めたのはこの年限りで、翌年からは自動車メーカーのマツダがスポンサーを務めることになった（2016年まで）。

## 試合日程

### 第1戦
7月20日　東京ドーム

### 第2戦
7月21日　宮城球場（フルキャストスタジアム宮城、1955年以来52年ぶりとなるデーゲームでの開催）

#### デーゲーム開催の経緯
第2戦が行われた7月21日当日は、FIFA（国際サッカー連盟）主管AFCアジアカップ2007準々決勝（ベトナム・ハノイ ミーディン国立競技場）に日本代表がコマを進めた場合の日程、また仮に7月22日（予備日）に試合が延期された場合、第21回参議院議員通常選挙（当初の投票予定日。最終的には第166回国会の会期延長により同年7月29日に投開票を実施）が重複する恐れがあり、テレビ放送の日程調整に問題（特に後者の場合、選挙報道が優先される為）が生じたためとしている。このため第1試合終了後の20日深夜に新幹線を借りきって選手を移動する処置を取った。

### ガリバー賞
副賞としてガリバーが扱う中古車（車種は受賞者が選択できた）が贈られた。
- 山﨑武司（楽天）

## 出場選手
| セントラル・リーグ | セントラル・リーグ | セントラル・リーグ | セントラル・リーグ | パシフィック・リーグ | パシフィック・リーグ | パシフィック・リーグ | パシフィック・リーグ |
| ------------------ | ------------------ | ------------------ | ------------------ | -------------------- | -------------------- | -------------------- | -------------------- |
| 監督               | 落合博満           | 中日               |                    | 監督                 | ヒルマン             | 日本ハム             |                      |
| コーチ             | 岡田彰布           | 阪神               |                    | コーチ               | 伊東勤               | 西武                 |                      |
| コーチ             | 古田敦也           | ヤクルト           |                    | コーチ               | 秋山幸二             | ソフトバンク         |                      |
| 先発投手           | 黒田博樹           | 広島               | 4                  | 先発投手             | 田中将大             | 楽天                 | 初                   |
| 中継投手           | 林昌範             | 巨人               | 初                 | 中継投手             | 松本輝               | 楽天                 | 初                   |
| 抑え投手           | 藤川球児           | 阪神               | 3                  | 抑え投手             | 福盛和男             | 楽天                 | 2                    |
| 投手               | 岩瀬仁紀           | 中日               | 6                  | 投手                 | ダルビッシュ有       | 日本ハム             | 初                   |
| 投手               | 中田賢一           | 中日               | 初                 | 投手                 | 武田久               | 日本ハム             | 2                    |
| 投手               | 久保田智之         | 阪神               | 初                 | 投手                 | 涌井秀章             | 西武                 | 2                    |
| 投手               | 高津臣吾           | ヤクルト           | 6                  | 投手                 | 馬原孝浩             | ソフトバンク         | 2                    |
| 投手               | グライシンガー     | ヤクルト           | 初                 | 投手                 | 杉内俊哉             | ソフトバンク         | 2                    |
| 投手               | 上原浩治           | 巨人               | 8                  | 投手                 | 薮田安彦             | ロッテ               | 2                    |
| 投手               | 高橋尚成           | 巨人               | 初                 | 投手                 | 小林宏之             | ロッテ               | 4                    |
| 投手               | 内海哲也           | 巨人               | 2                  | 投手                 | 成瀬善久             | ロッテ               | 初                   |
| 投手               | 木塚敦志           | 横浜               | 初                 | 投手                 | 加藤大輔             | オリックス           | 初                   |
| 投手               | クルーン           | 横浜               | 3                  |                      |                      |                      |                      |
| 捕手               | 阿部慎之助         | 巨人               | 4                  | 捕手                 | 嶋基宏               | 楽天                 | 初                   |
| 捕手               | 谷繁元信           | 中日               | 9                  | 捕手                 | 髙橋信二             | 日本ハム             | 2                    |
| 捕手               | 相川亮二           | 横浜               | 初                 | 捕手                 | 里崎智也             | ロッテ               | 3                    |
| 一塁手             | 栗原健太           | 広島               | 初                 | 一塁手               | 松中信彦             | ソフトバンク         | 8                    |
| 二塁手             | 仁志敏久           | 横浜               | 5                  | 二塁手               | 高須洋介             | 楽天                 | 初                   |
| 三塁手             | 小笠原道大         | 巨人               | 9                  | 三塁手               | 小久保裕紀           | ソフトバンク         | 10                   |
| 遊撃手             | 井端弘和           | 中日               | 4                  | 遊撃手               | 川﨑宗則             | ソフトバンク         | 4                    |
| 内野手             | 森野将彦           | 中日               | 初                 | 内野手               | 中島裕之             | 西武                 | 3                    |
| 内野手             | タイロン・ウッズ   | 中日               | 2                  | 内野手               | カブレラ             | 西武                 | 5                    |
| 内野手             | 宮本慎也           | ヤクルト           | 3                  | 内野手               | TSUYOSHI             | ロッテ               | 3                    |
| 内野手             | 新井貴浩           | 広島               | 3                  | 内野手               | ラロッカ             | オリックス           | 2                    |
| 外野手             | 前田智徳           | 広島               | 6                  | 外野手               | 礒部公一             | 楽天                 | 3                    |
| 外野手             | 青木宣親           | ヤクルト           | 3                  | 外野手               | 鉄平                 | 楽天                 | 初                   |
| 外野手             | 福留孝介           | 中日               | 6                  | 外野手               | ローズ               | オリックス           | 9                    |
| 外野手             | ラミレス           | ヤクルト           | 3                  | 外野手               | 森本稀哲             | 日本ハム             | 2                    |
| 外野手             | 谷佳知             | 巨人               | 6                  | 外野手               | 稲葉篤紀             | 日本ハム             | 3                    |
| 外野手             | 高橋由伸           | 巨人               | 8                  | 外野手               | 大村直之             | ソフトバンク         | 4                    |
|                    |                    |                    |                    | 外野手               | 早川大輔             | ロッテ               | 初                   |
|                    |                    |                    |                    | DH                   | 山﨑武司             | 楽天                 | 3                    |

太字はファン投票で選ばれた選手。そのほかは監督推薦。数字は出場回数。
- 早川大輔は前半戦最終戦で指を負傷し、ベンチ入りしたものの出場する機会は無かった。
- 福盛和男は登板予定の第2戦がコールドゲームとなったため、2試合とも出場機会なし。
- 松本輝は右股関節内転筋損傷により辞退し、加藤大輔が代替出場
- パのコーチを務める予定だった王貞治監督は体調を考慮して出場辞退、秋山幸二ヘッドコーチが代替出場。

## 試合結果

### 第1戦
セ4 - 0パ
|              | 1 | 2 | 3 | 4 | 5 | 6 | 7 | 8 | 9 | R |
| ------------ | - | - | - | - | - | - | - | - | - | - |
| パシフィック | 0 | 0 | 0 | 0 | 0 | 0 | 0 | 0 | 0 | 0 |
| セントラル   | 0 | 0 | 0 | 0 | 0 | 0 | 3 | 1 | x | 4 |

1. パ：ダルビッシュ（日本ハム）、涌井（西武）、薮田（ロッテ）、小林宏（ロッテ）、馬原（ソフトバンク）●、武田久（日本ハム） － 髙橋（日本ハム）、里崎（ロッテ）、嶋（楽天）
2. セ：上原（巨人）、高津（ヤクルト）、林（巨人）、木塚（横浜）、岩瀬（中日）、黒田（広島）、久保田（阪神）○、クルーン（横浜）、藤川（阪神） － 阿部（巨人）、谷繁（中日）、相川（横浜）
3. 勝利：久保田（阪神）
4. 敗戦：馬原（ソフトバンク）
5. 本塁打
セ：ラミレス （ヤクルト）、前田智（広島）、森野（中日）
6. MVP：ラミレス（ヤクルト）
[審判]（球）パ白井（塁）セ小林和、パ山崎、セ有隅（外）パ林、セ杉永

#### オーダー
| パシフィック | パシフィック | パシフィック   |
| 打順         | 守備         | 選手           |
| ------------ | ------------ | -------------- |
| 1            | [二]         | TSUYOSHI       |
| 2            | [中]         | 森本稀哲       |
| 3            | [三]         | ラロッカ       |
| 4            | [左]         | ローズ         |
| 5            | [指]         | カブレラ       |
| 6            | [一]         | 松中信彦       |
| 7            | [右]         | 稲葉篤紀       |
| 8            | [捕]         | 髙橋信二       |
| 9            | [遊]         | 川﨑宗則       |
|              | [投]         | ダルビッシュ有 |

| セントラル | セントラル | セントラル |
| 打順       | 守備       | 選手       |
| ---------- | ---------- | ---------- |
| 1          | [中]       | 青木宣親   |
| 2          | [右]       | 谷佳知     |
| 3          | [三]       | 小笠原道大 |
| 4          | [指]       | ウッズ     |
| 5          | [左]       | ラミレス   |
| 6          | [一]       | 栗原健太   |
| 7          | [捕]       | 阿部慎之助 |
| 8          | [二]       | 仁志敏久   |
| 9          | [遊]       | 井端弘和   |
|            | [投]       | 上原浩治   |

第1戦のセ・リーグの先発は巨人の上原、パ・リーグは日本ハムのダルビッシュ有。この2人の投げ合いで始まった。上原はこの年はレギュラーシーズンでは抑えを務めたため、この試合が2007年唯一の先発となった。パ・リーグは先頭のロッテ西岡が内野安打で出塁し、二盗を成功させチャンスを作る。そして三盗も狙ったが失敗した。その後オリックスのラロッカに死球を与えるも続く同じオリックスのローズを打ち取り無得点で終わった。セ・リーグは2回からは継投策に入った。1イニングずつの継投策の前にパ・リーグは走者すら出せない状況が続く。一方パ・リーグの投手陣も6回までセ・リーグ打線を2安打に抑え込み、両チーム合計3安打と投手戦を展開した。7回裏、セ・リーグはランナーを出すとヤクルトのラミレスがソフトバンクの馬原から2ラン本塁打を放つ。続く代打広島の前田もソロ本塁打を放ちこの回3点を先制した。8回には中日の森野が日本ハムの武田久からソロ本塁打を放ち4－0とリードを広げた。9回には阪神の藤川がマウンドに上がり3者凡退に打ち取りゲームセット。セ・リーグは初回の上原から1イニングずつで交代させる継投策でオールスター史上最多の9人が登板した。先発の上原が打たれた西岡の内野安打だけの1安打完封でラロッカの死球以降は1人の走者も出さず、2時間8分と短い時間で決着を着けた。一方パ・リーグは打線に全くいいところがなく、2005年から続いて5連敗となった。

### 第2戦
セ11 - 5パ
|              | 1 | 2 | 3 | 4 | 5 | 6 | 7 | 8  | R  |
| ------------ | - | - | - | - | - | - | - | -- | -- |
| セントラル   | 0 | 6 | 2 | 0 | 0 | 0 | 1 | 2x | 11 |
| パシフィック | 2 | 0 | 0 | 1 | 0 | 2 | 0 |    | 5  |

1. 8回表無死降雨コールド（日本のオールスターゲーム史上初の降雨コールド）
2. セ：高橋尚（巨人）○、中田（中日）、グライシンガー（ヤクルト）、内海（巨人）－ 阿部（巨人）、相川（横浜）
3. パ：田中（楽天）●、杉内（ソフトバンク）、成瀬（ロッテ）、加藤大（オリックス）、薮田（ロッテ） － 嶋（楽天）、里崎（ロッテ）、髙橋（日本ハム）
4. 勝利：高橋尚（巨人）
5. 敗戦：田中（楽天）
6. 本塁打
セ：阿部（巨人）、新井（広島）、ラミレス（ヤクルト）
パ：山﨑（楽天）
7. MVP：阿部（巨人）
[審判]（球）セ杉永（塁）パ林、セ有隅、パ山﨑（外）セ小林和、パ白井

#### オーダー
| セントラル | セントラル | セントラル |
| 打順       | 守備       | 選手       |
| ---------- | ---------- | ---------- |
| 1          | [中]       | 青木宣親   |
| 2          | [二]       | 仁志敏久   |
| 3          | [三]       | 小笠原道大 |
| 4          | [指]       | ウッズ     |
| 5          | [一]       | 栗原健太   |
| 6          | [捕]       | 阿部慎之助 |
| 7          | [右]       | 谷佳知     |
| 8          | [左]       | 森野将彦   |
| 9          | [遊]       | 井端弘和   |
|            | [投]       | 高橋尚成   |

| パシフィック | パシフィック | パシフィック |
| 打順         | 守備         | 選手         |
| ------------ | ------------ | ------------ |
| 1            | [中]         | 鉄平         |
| 2            | [遊]         | 中島裕之     |
| 3            | [左]         | 大村直之     |
| 4            | [一]         | 山﨑武司     |
| 5            | [三]         | 小久保裕紀   |
| 6            | [指]         | カブレラ     |
| 7            | [右]         | 礒部公一     |
| 8            | [二]         | 高須洋介     |
| 9            | [捕]         | 嶋基宏       |
|              | [投]         | 田中将大     |

第2戦は楽天の本拠地フルキャストスタジアム宮城での開催となり、同球場がフランチャイズ球場となってから初めてのオールスターの開催となった。パ・リーグは楽天のゴールデンルーキー・田中が先発で、セ・リーグは巨人の高橋尚成が先発した。パ・リーグは初回に楽天の山﨑武司の2ラン本塁打で先制する。2回表にセ・リーグは田中に襲い掛かる。巨人の阿部の3ラン本塁打で逆転し、その後も打線が繋がりこの回6点を取り、田中にプロの洗礼を浴びせた。セ・リーグは3回にも2点を追加してリードを広げる。一方パ・リーグも4回に1点、6回に2点を追加して追い上げを見せる。しかし7回にセ・リーグは広島の新井がオリックスの加藤からソロ本塁打を放つと8回にもヤクルトのラミレスの2試合連続となる2ラン本塁打で突き放した。この試合では雨が降りしきる中での開催で、8回表セ・リーグの攻撃中に降雨コールドとなりセ・リーグが勝利した。オールスターゲームでの降雨コールドは史上初となった。セ・リーグは2年前から前日の試合に続いて6連勝、パ・リーグは6連敗となった。また、パ・リーグはロッテの早川と楽天の福盛がそれぞれ、前者は前半戦最終戦で指を負傷したこと、後者は第2戦の9回から登板予定だったが降雨コールドのため8回表途中で打ち切られたため、出場なしに終わった。

## テレビ・ラジオ中継

### テレビ中継
- 第1戦:7月20日
  - 日本テレビ《日本テレビ系列》・日テレG+　
    - 〈主音声〉実況：河村亮、解説：山本浩二、掛布雅之、リポーター：新谷保志（セ・リーグサイド）、蛯原哲（パ・リーグサイド）
    - ゲスト：萩本欽一（副音声にも出演）、タッキー&翼
    - 〈副音声〉：
羽鳥慎一、西尾由佳理（ズームイン!!SUPER）、テリー伊藤、阿部哲子（スッキリ!!）、宮本和知（ズームイン!!サタデー）、徳光和夫、元木大介、馬場典子（THE・サンデー）、田辺研一郎、古閑陽子（スポーツうるぐす）
- 第2戦:7月21日
  - TBSテレビ《TBS系列。制作協力：東北放送（TBC）》・BS-i・TBSニュースバード（中継録画）　
    - 実況：椎野茂（TBS）、解説：田淵幸一、佐々木主浩、ゲスト解説:野村克也
    - リポーター：新タ悦男（TBS、パ・リーグサイド）、清原正博（TBS、セ・リーグサイド）、根本美緒（スタンドリポーター）

### ラジオ中継
- 第1戦:7月20日
  - TBSラジオ（JRN） 実況:新タ悦男 解説:牛島和彦　リポーター：清原正博、戸崎貴広
  - 文化放送（NRN） 実況:松島茂 解説:岩本勉 ゲスト:玉川美沙　リポーター：飯塚治、上野智広
  - ニッポン放送（NRN） 実況:松本秀夫 解説:江本孟紀 ゲスト解説:石井一久(ヤクルト)　リポーター：今井美紀、宮田統樹　インタビュアー：小野浩慈、山内宏明
  - ラジオ日本（独立系） 実況:小林幸明 解説:水野雄仁　リポーター：内藤博之、内藤尚行
- 第2戦:7月21日
  - TBSラジオ（JRN） 『久米宏 ラジオなんですけど』通常放送のため、放送なし。ただし、東北放送（キー局）・朝日放送等一部JRN系列向けの放送あり。
    - 実況:松尾武（東北放送）、解説:槙原寛己、リポーター：佐藤修、清水大輔（TBS）

  - 文化放送（NRN） 『みのもんたのウィークエンドをつかまえろ』通常放送のため、放送なし
  - ニッポン放送（NRN）実況：師岡正雄 解説：田尾安志　リポーター：煙山光紀、松本秀夫
  - ラジオ日本（独立系） 競馬中継のため、放送なし

### パブリック・ビューイング
- 第2戦:7月21日
  - 宮城県仙台市青葉区・勾当台公園

オールスターゲームに続いて、NDソフトスタジアム山形で行われたJリーグ・モンテディオ山形対ベガルタ仙台（みちのくダービー）のパブリックビューイングも行われた。